# Шато Пик-Кайю
Шато́ Пик-Кайю́ (фр. Château Picque Caillou) — винодельческое хозяйство в субрегионе Грав (регион Бордо), последняя из виноделен, оставшихся в предместье Бордо Мериньяке. Производит вина аппелласьона Пессак-Леоньян.
Шато Пик-Кайю расположено близ аэропорта «Бордо — Мериньяк», в двух километрах к югу от кольцевой дороги Бордо. 

## История
Шато Пик-Кайю построил в 1756 году архитектор Жан Лаклот. Для своего загородного дома основатель известной династии бордоских архитекторов выкупил землю, являвшуюся частью винодельческого поместья Шато де Люше (фр. Château de Luchey). Шато де Люше производило любимый грав Наполеона, и именно он дал название поместью Лаклота. 
В 1780 году сын Жана Лаклота Этьен (1728–1812) пристроил к существующей постройке летний дом. Название «Шато Пик-Кайю» фигурирует на картах Бордо с конца XVIII века. Этьен Лаклот оставался хозяином шато в периоды как революции, так и первой империи. 
После продажи имения в 1810 году виноградник был заброшен и едва не исчез. В 1836 году поместье купили Рагоне и Лафайе. В 1920 году имение принадлежало семье фотографов из Бордо Аргу, а затем — доктору Пейру. В 1947 году бордоский виноторговец Этьен Дени купил у Пейра виноградник, а в 1949 году — здание самого шато. 
Для управления хозяйством Этьен Дени нанял г-на Понье, который начал работу с пересадки лоз на участке к юго-западу от шато; в 1954 году Этьен передал управление поместьем своему сыну Альфонсу.
Купив соседний виноградник Шато Шенвер, семья Дени стала использовать эти четыре гектара земли для производства второго вина Пик-Кайю, Château Chênevert. 
В 1991 году на участке земли площадью примерно в один гектар были высажены лозы сортов семильон и совиньон в равной пропорции. С 1993 года поместьем управляет зять Альфонса Дени Полен Кальве (Paulin Calvet). К началу XXI века погреба и ферментационный зал винодельни были полностью обновлены.
По словам Полена Кальве, его главная цель — передать в вине особый терруар Шато Пик-Кайю; при помощи более строгого отбора винограда он пытается добиться идеального качества напитка.

## Продукция

### Красное вино
- Château Picque Caillou Rouge
- Réserve de Picque Caillou Rouge (второе вино). Прежде хозяйство производило второе вино под названием Château Chênevert.

### Белое вино
- Château Picque Caillou Blanc (около 200 ящиков в год).
- Réserve de Picque Caillou Blanc (второе вино, около 300 ящиков в год). Прежде хозяйство производило второе вино под названием Petit Caillou Blanc.